# Miklós
A Miklós a görög Nikolaosz név szláv változatából származik, jelentése győzelem + nép, egyes források szerint nép ragyogása.[forrás?]

## Rokon nevek
- Klausz:[1] a Miklós német rövidült alakváltozata.
- Mike:[1] a Miklós régi magyar becenevéből önállósult, de lehet a Mihály régi magyar formájának, a Mikhál névnek a beceneve is.[2]
- Mikes:[1] a Miklós régi magyar becenevéből önállósult, de lehet a Mihály régi magyar formájának, a Mikhál névnek a beceneve is.[2]
- Mikó:[1] a Miklós régi magyar becenevéből önállósult, de lehet a Mihály régi magyar formájának, a Mikhál névnek a beceneve is.[2]
- Nikolasz:[1] a Miklós név idegennyelvi (elsősorban angol) változatából származik.[3]

Miksa

## Gyakorisága
Az 1990-es években a Miklós gyakori, a Mike, Mikes, Mikó, és Nikolasz szórványos nevek voltak, a 2000-es években a Miklós az 57-67. leggyakoribb férfinév volt, a Nikolasz 2007-ben a 94. helyen állt, a többi nem szerepelt az első százban.

## Névnapok
Miklós, Nikolasz
- március 21.[2]
- szeptember 10.[2]
- szeptember 25.[2]
- november 13.[2]
- december 6.[2]

Mike
- január 15.
- december 6.

Mikes
- május 23.
- szeptember 29.
- december 6.

Mikó
- június 19.
- december 6.

## Idegen nyelvi változatai
- angol: Nicholas, rövid alakban: Nick
- cseh: Mikuláš
- dán: Niels, Nils
- francia: Nicolas
- görög: Nikólaos (Νικόλαος)
- grúz: Nikoloz (ნიკოლოზ), rövid alakban: Nika (ნიკა), vagy Niko (ნიკაო)
- holland: Nicolaas, rövid alakban: Claes
- katalán: Nicolau
- lengyel: Mikołaj
- német: Nikolaus, rövid alakban: Klaus
- norvég: Niels, Nils
- olasz: Nicola, Niccolò
- orosz: Nyikolaj (Николай)
- román: Nicolae
- portugál: Nicolau
- spanyol: Nicolás
- szerb: Nikola
- szlovák: Mikuláš
- svéd: Nils
- ukrán: Mikola (Микола)

## Híres Miklósok
„Miklós” utónevű személyek szócikkeinek listája a Wikidata alapján